# Конье, Леон
Леон Конье (фр. Léon Cogniet; 29 августа 1794, Париж — 20 ноября 1880, там же) — французский живописец академического направления.

## Жизнь и творчество

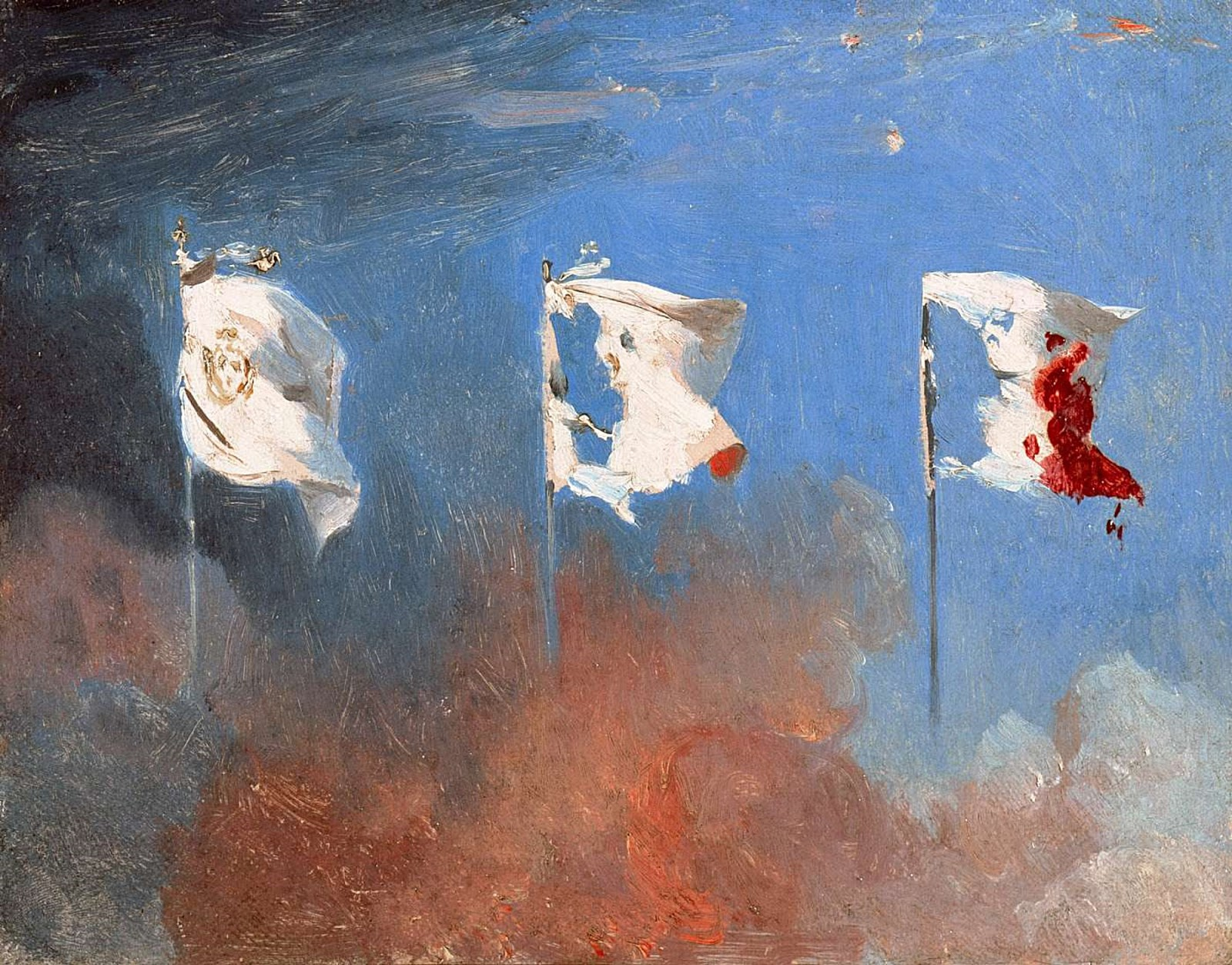
Леон Конье. Флаги (этюд времён Июльской революции 1830 года)

В мае 1812 года Конье поступил в Парижскую школу изящных искусств, в класс живописца Пьера Нарцисса Герена. С помощью учителя, в 1814 году представил одну из своих работ на выставке во Французской академии. В 1815 году Конье за картину «Возвращение Брисеиды Ахиллу» получил вторую Римскую премию, а в 1817 — за работу «Освобождение Елены Кастором и Поллуксом» — Первую Римскую премию. В 1817 году художник успешно экспонировал свои картины в Парижском салоне. Вместе с наградами Конье получил денежную стипендию, позволившую ему совершить поездку в Италию и прожить пять лет в Риме. В Риме мастер жил во Французской академии на Вилле Медичи.
В 1822 году Конье возвратился во Францию. В 1824 году он представил картины «Марий на развалинах Карфагена» и «Избиение младенцев в Вифлееме». В 1831 году большую известность приобрела картина Конье «Похищение Ревекки тамплиерами» (по сюжету романа Вальтера Скотта «Айвенго»). В 1843 году настоящей художественной сенсацией стало другое произведение художника — «Тинторетто, рисующий свою мёртвую дочь». Конье имел многочисленных учеников, среди них — Жак Гио
В 1855 году Конье в последний раз участвовал в Парижском салоне картиной «Виконтесса де Ноай», а затем постепенно отошёл от художественного творчества. В 1863 году художник прекратил преподавание в Школе изящных искусств. Умер в преклонном возрасте, всеми забытый.

## Галерея

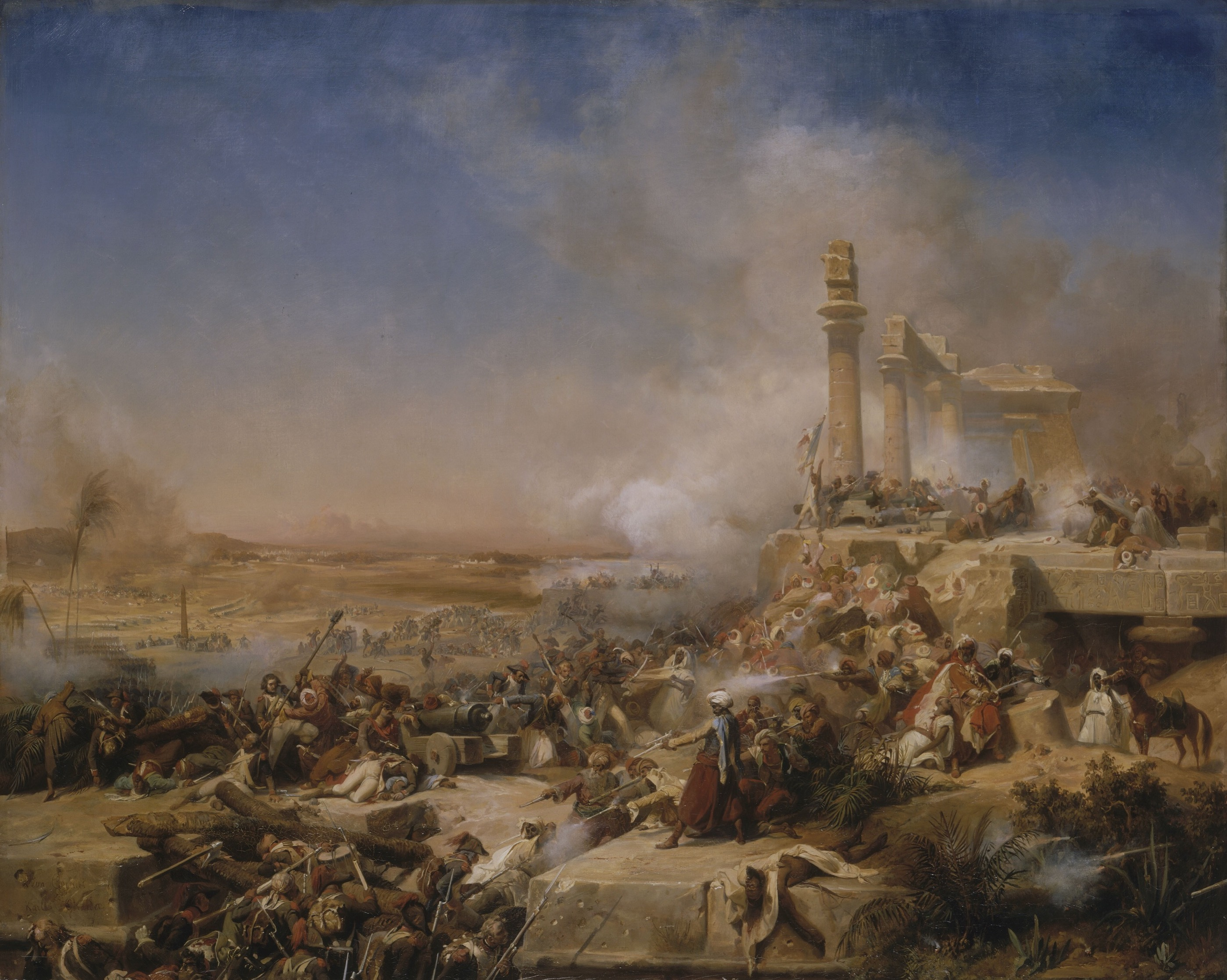
Битва при Гелиополисе (1800)
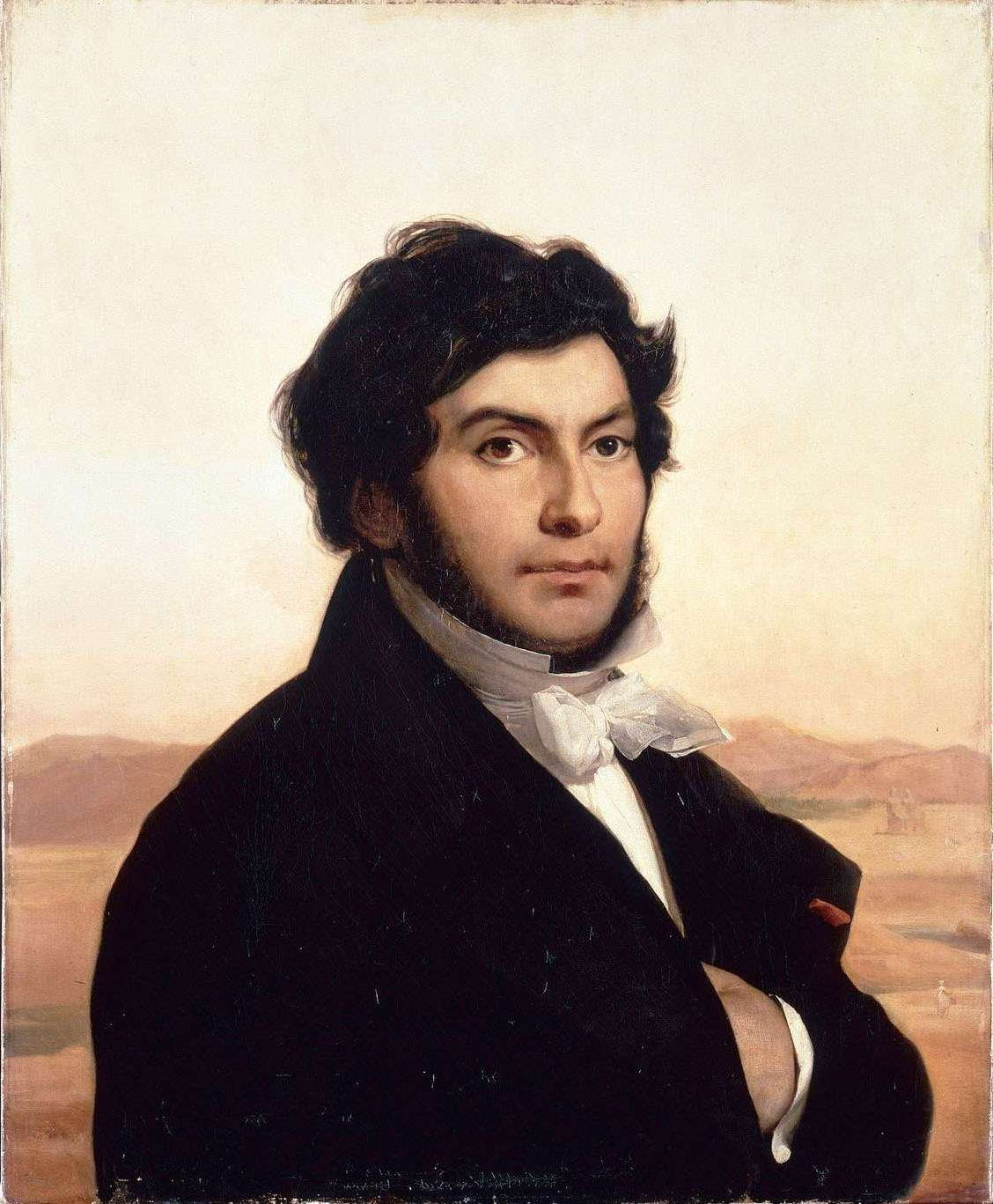
Портрет египтолога Жана-Франсуа Шампольона
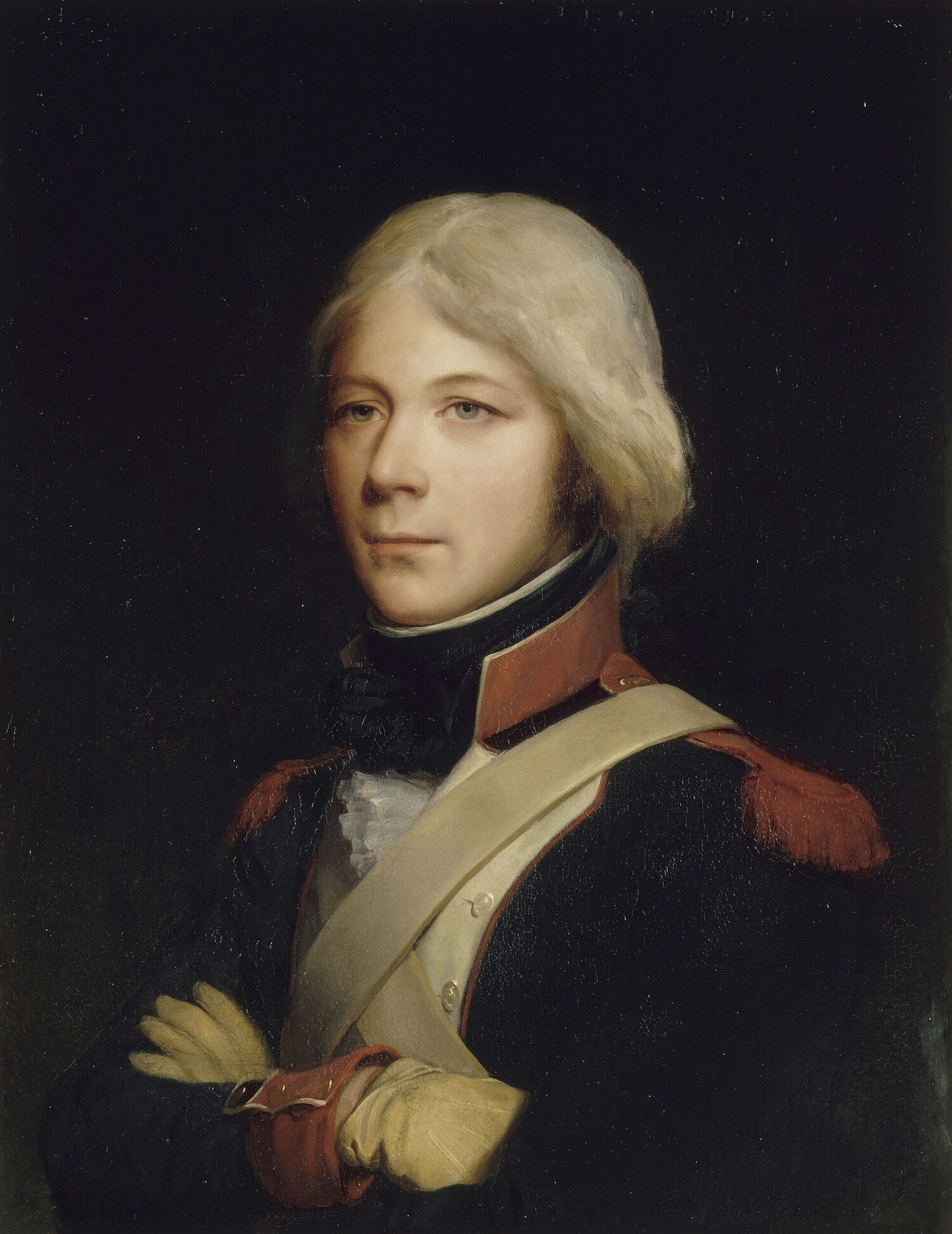
Портрет генерала Мезона в молодости
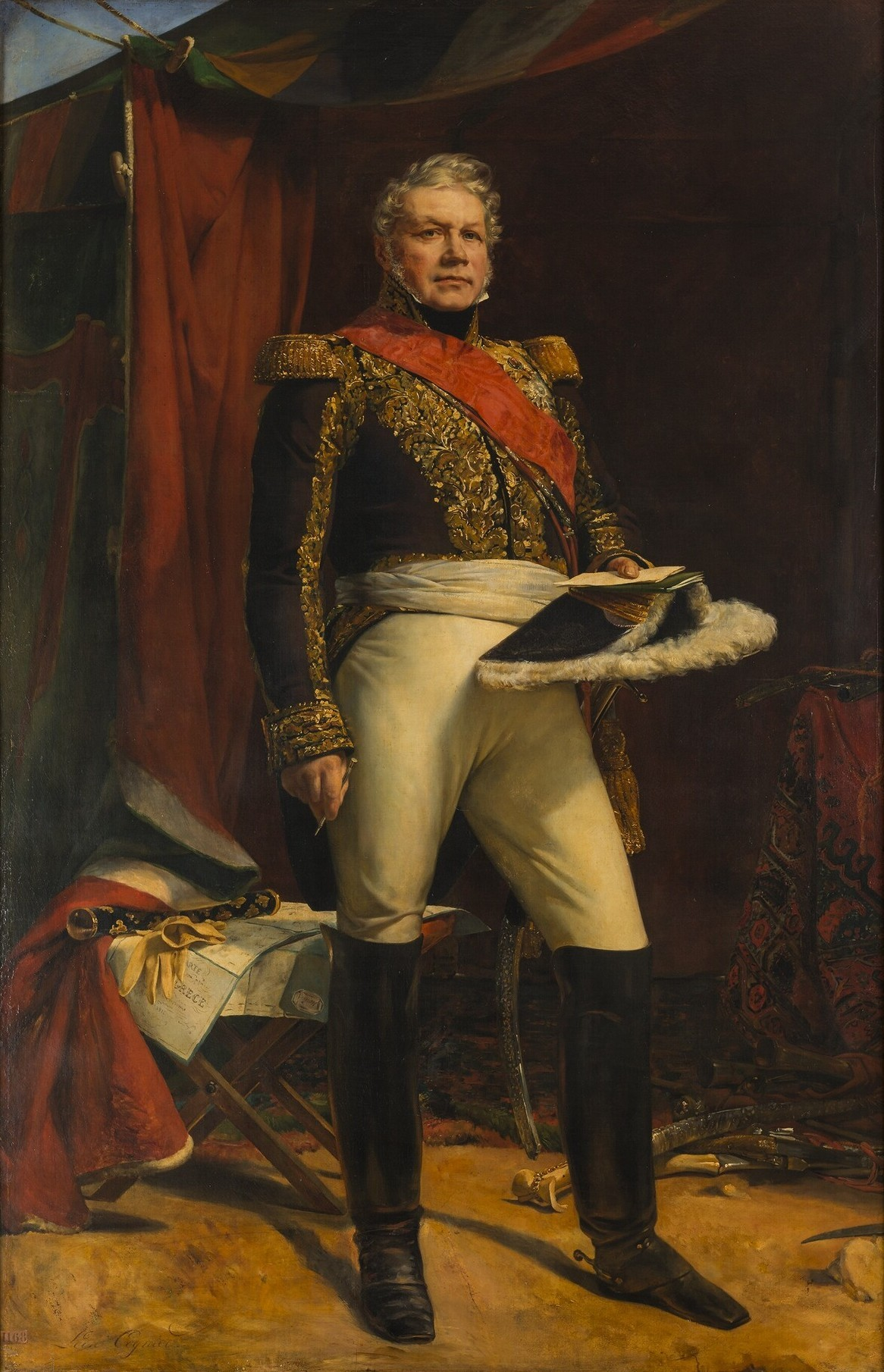
Портрет Мезона - маршала Франции
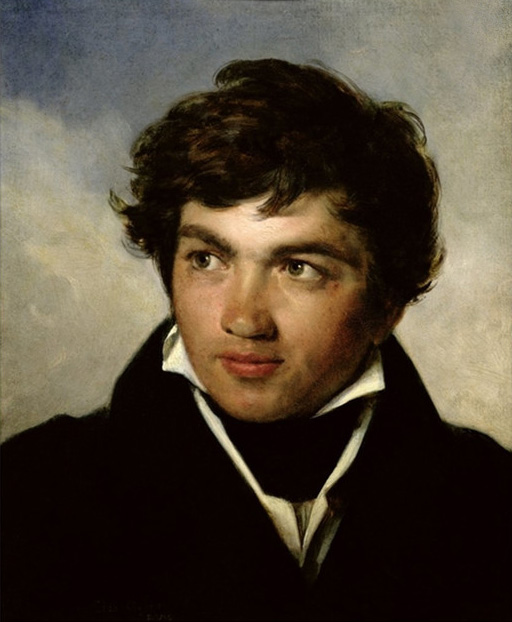
Портрет художника Ашиля Этны Мишальона
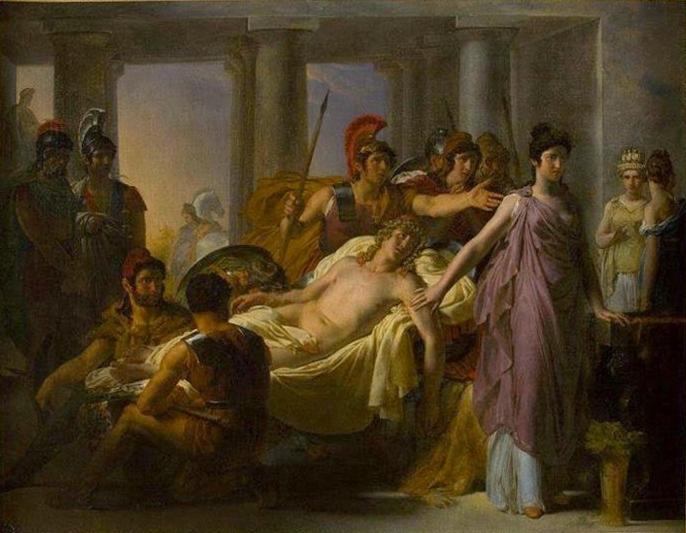
Юнона отказывается помогать Парису во время осады Трои
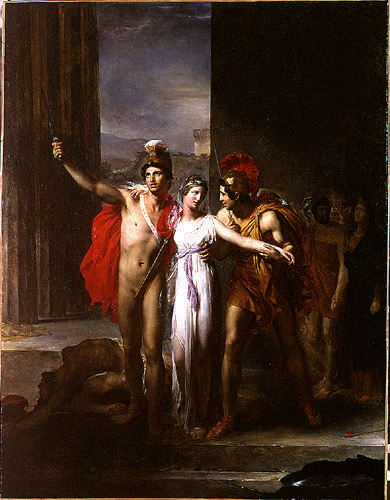
Кастор и Поллукс
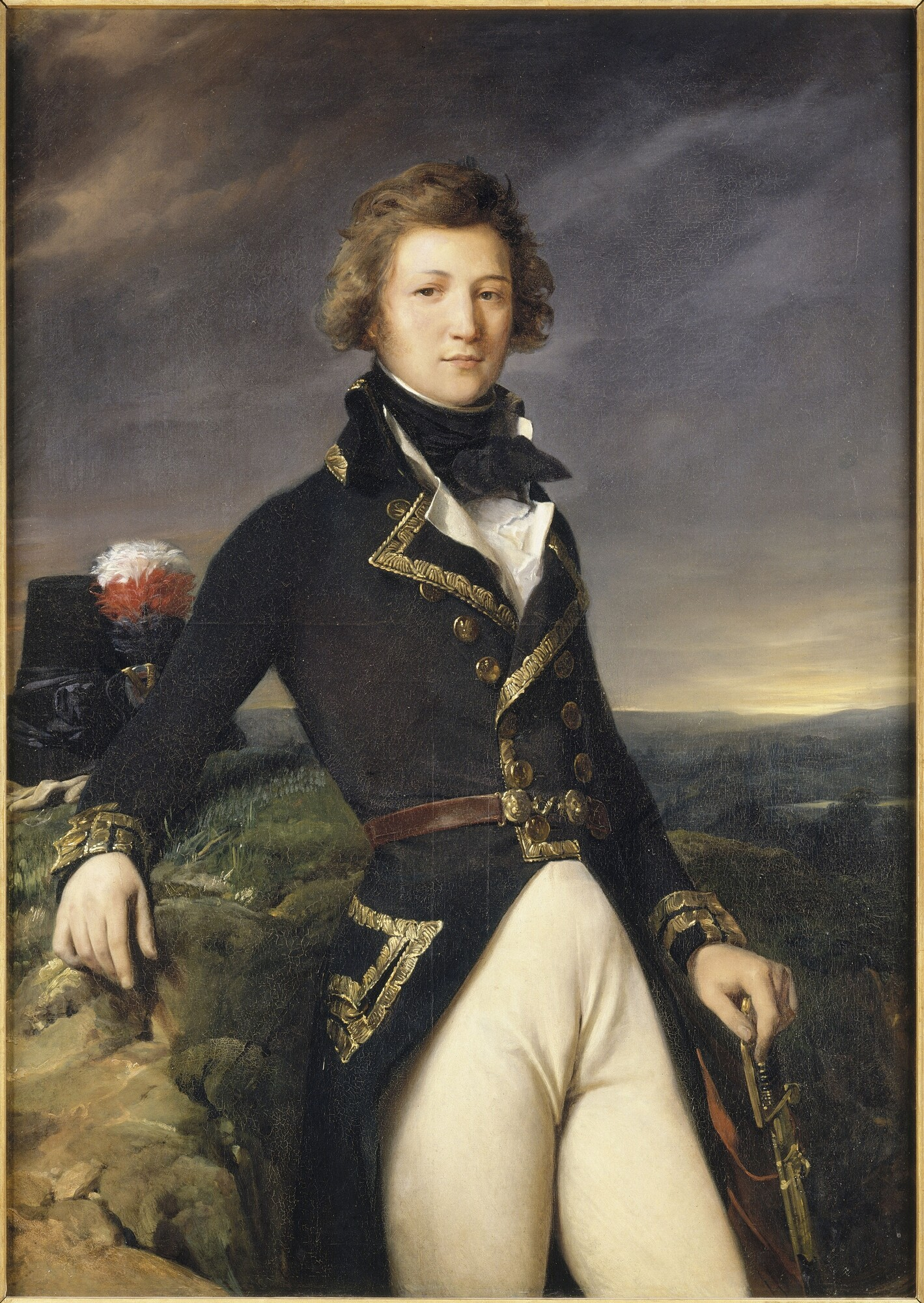
Луи-Филипп Орлеанский, герцог Шартрский в молодости
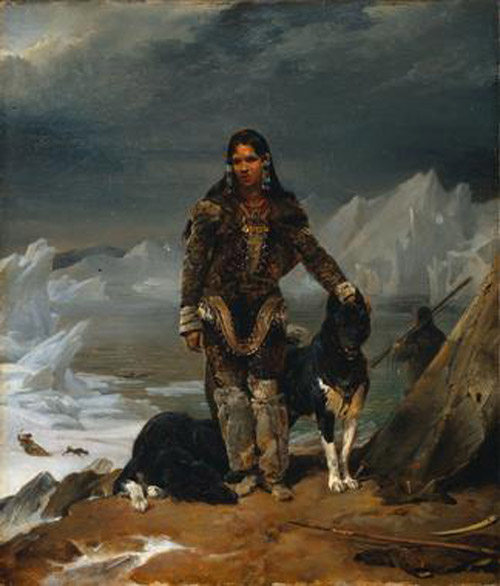
Эскимосская женщина
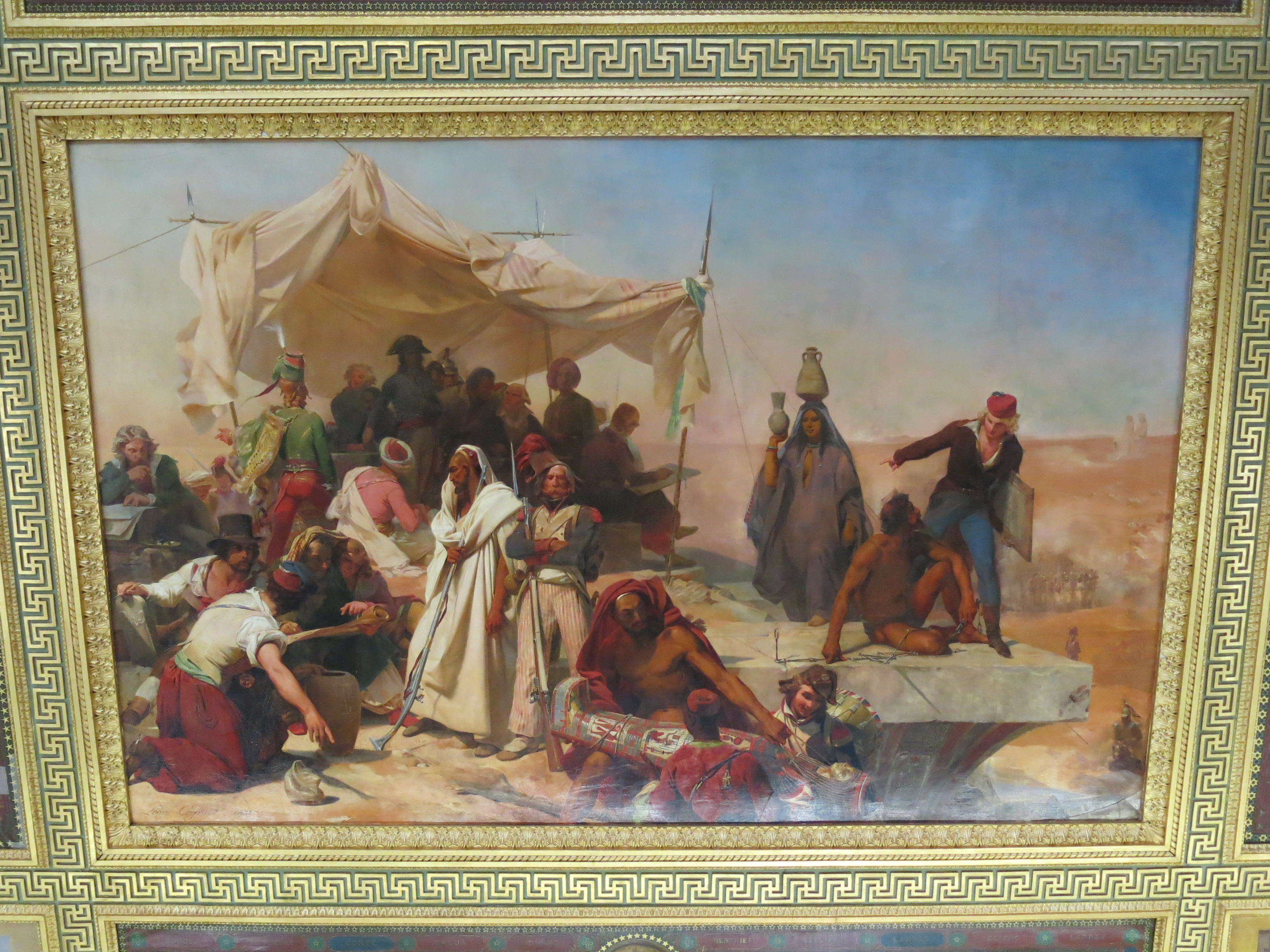
Египетская экспедиция Наполеона (учёные в Египте)
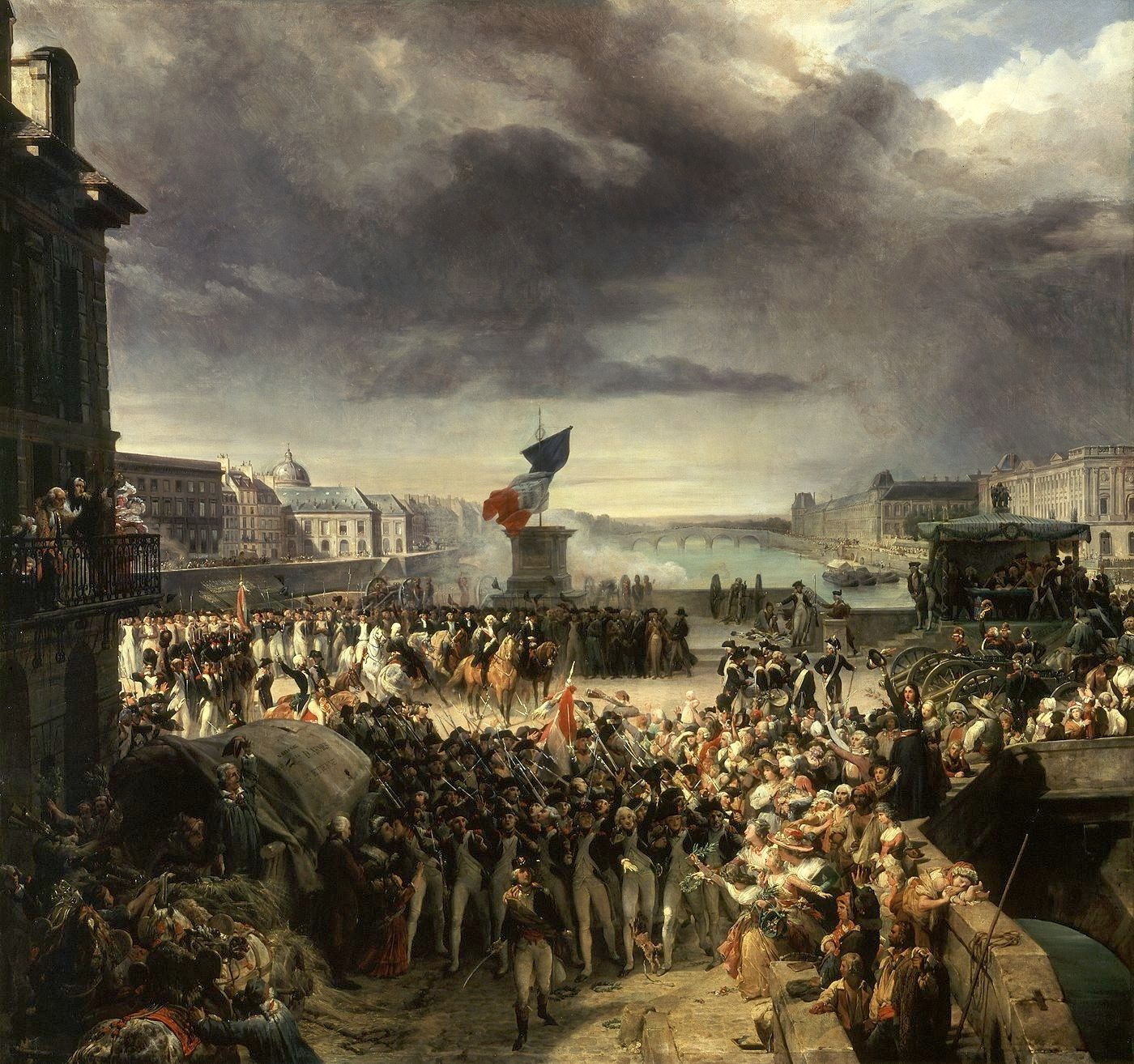
Национальная гвардия Парижа в 1792 году
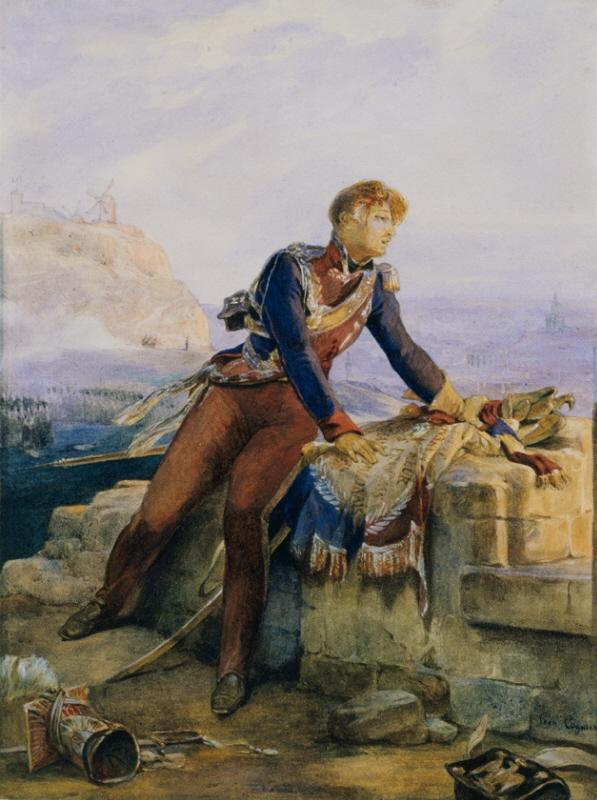
Польский знаменосец
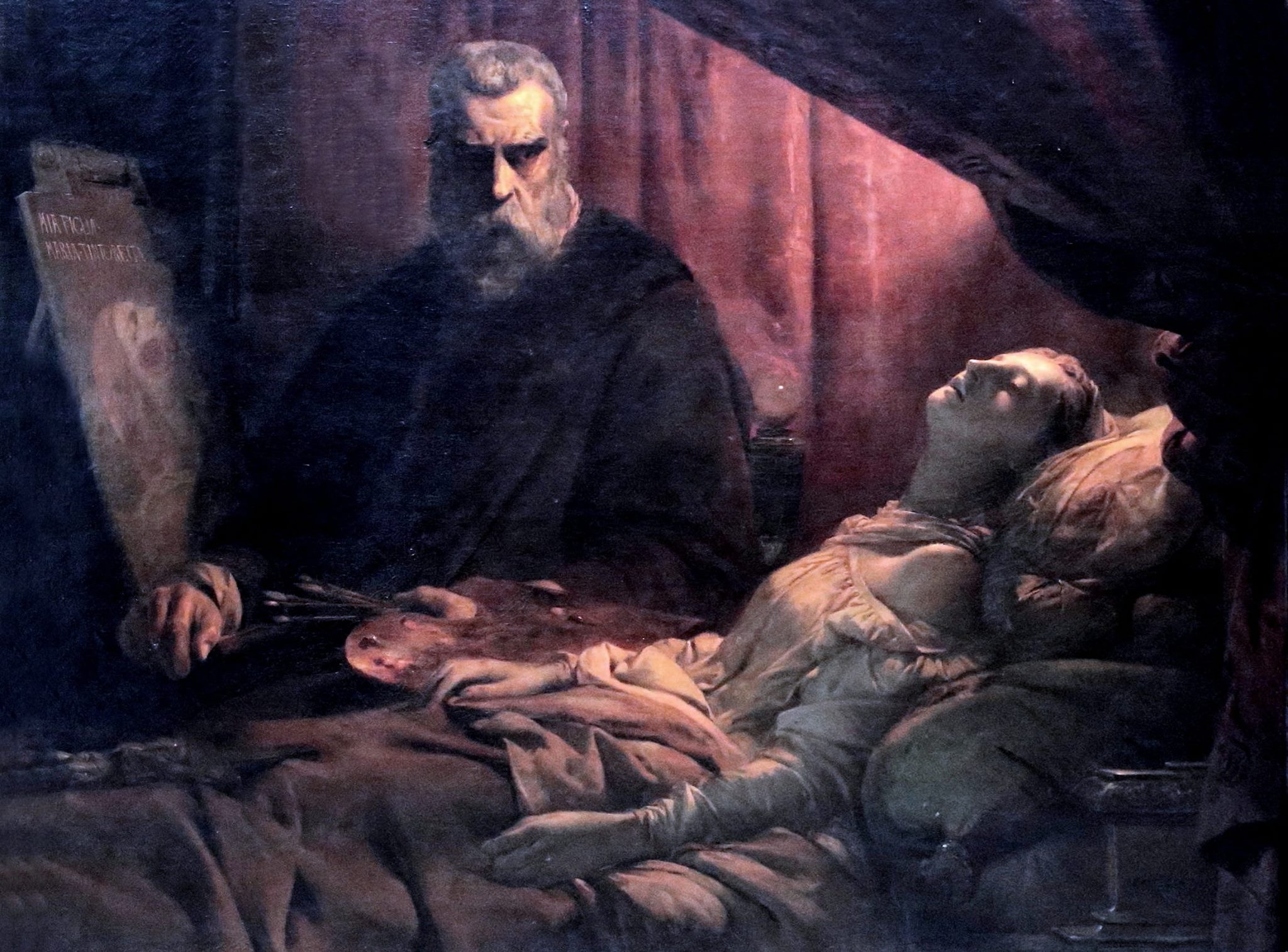
Тинторетто, рисующий смерть своей дочери
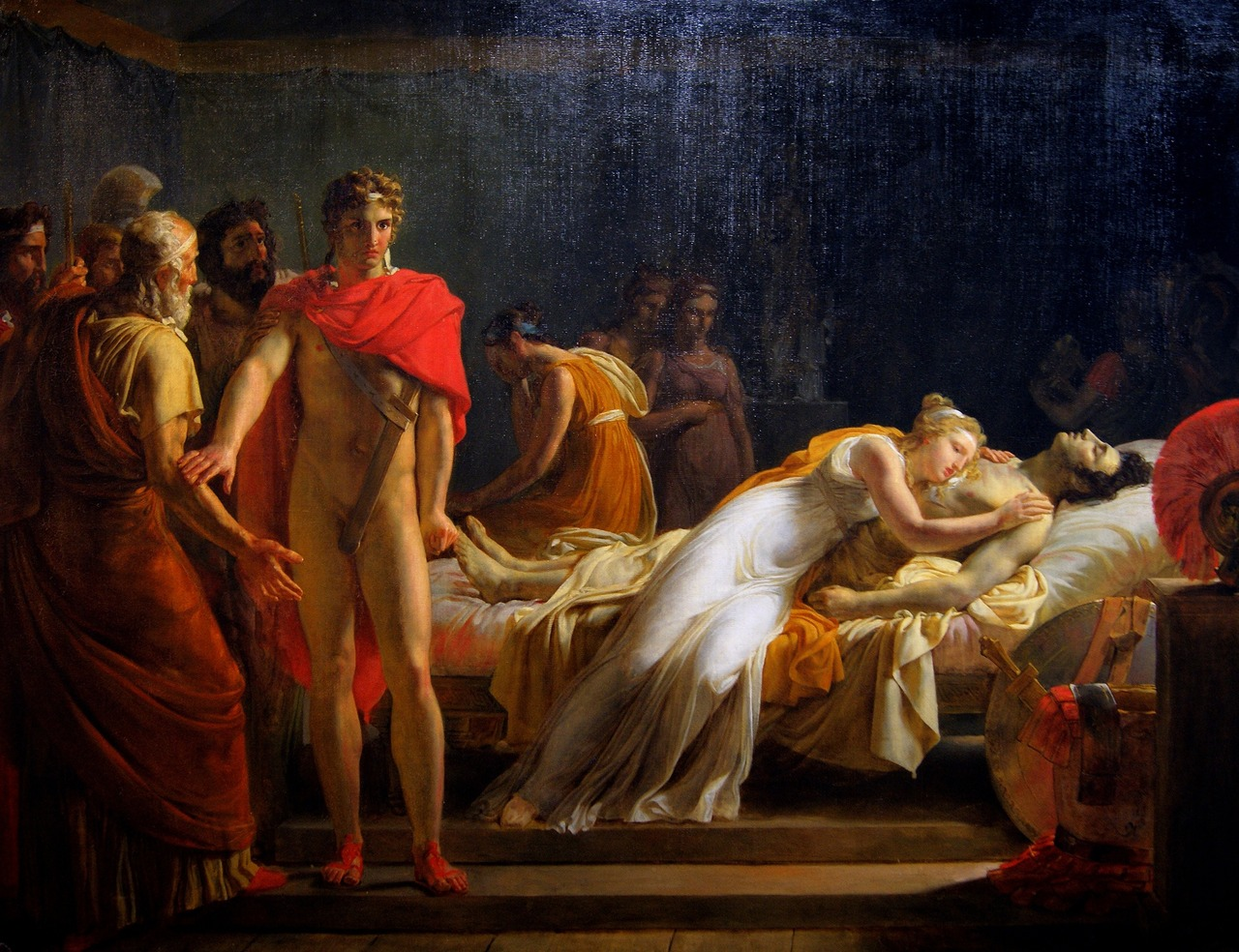
Брисеида в палатке Ахилла у постели Патрокла

## Некоторые известные ученики
- Вильгельм Амберг
- Огюст Аллонже
- Луи-Эрнест Барриа
- Нильс Бломмер
- Леон Жозеф Флорантен Бонна
- Пьер Огюст Кот
- Тони Робер-Флёри
- Шарль Жирарде
- Жан-Поль Лорен
- Жюль Жозеф Лефевр
- Эгрон Лундгрен
- Эварист Виталь Люмине
- Войцех Герсон
- Жан-Луи-Эрнест Месонье
- Франсуа Шифляр
- Бланка Телеки
- Феликс-Эмманюэль-Анри Филиппото
- Август Шенк

И многие другие.

## Награды
- 1824 — кавалер Ордена Почётного легиона
- 1846 — офицер Ордена Почётного легиона
- 1865 — Орден «Pour le Mérite» (Пруссия)